# Setophaga plumbea
La reinita plúmbea o chiple plomizo  (Setophaga plumbea) es una especie paseriforme de ave de la familia Parulidae endémica de las Antillas Menores.

## Hábitat y distribución
Es endémica de las islas Guadalupe, Marie-Galante y Dominica, en el mar Caribe. Su hábitat natural son los bosques y humedales tropicales. 